# Larry D. Welch

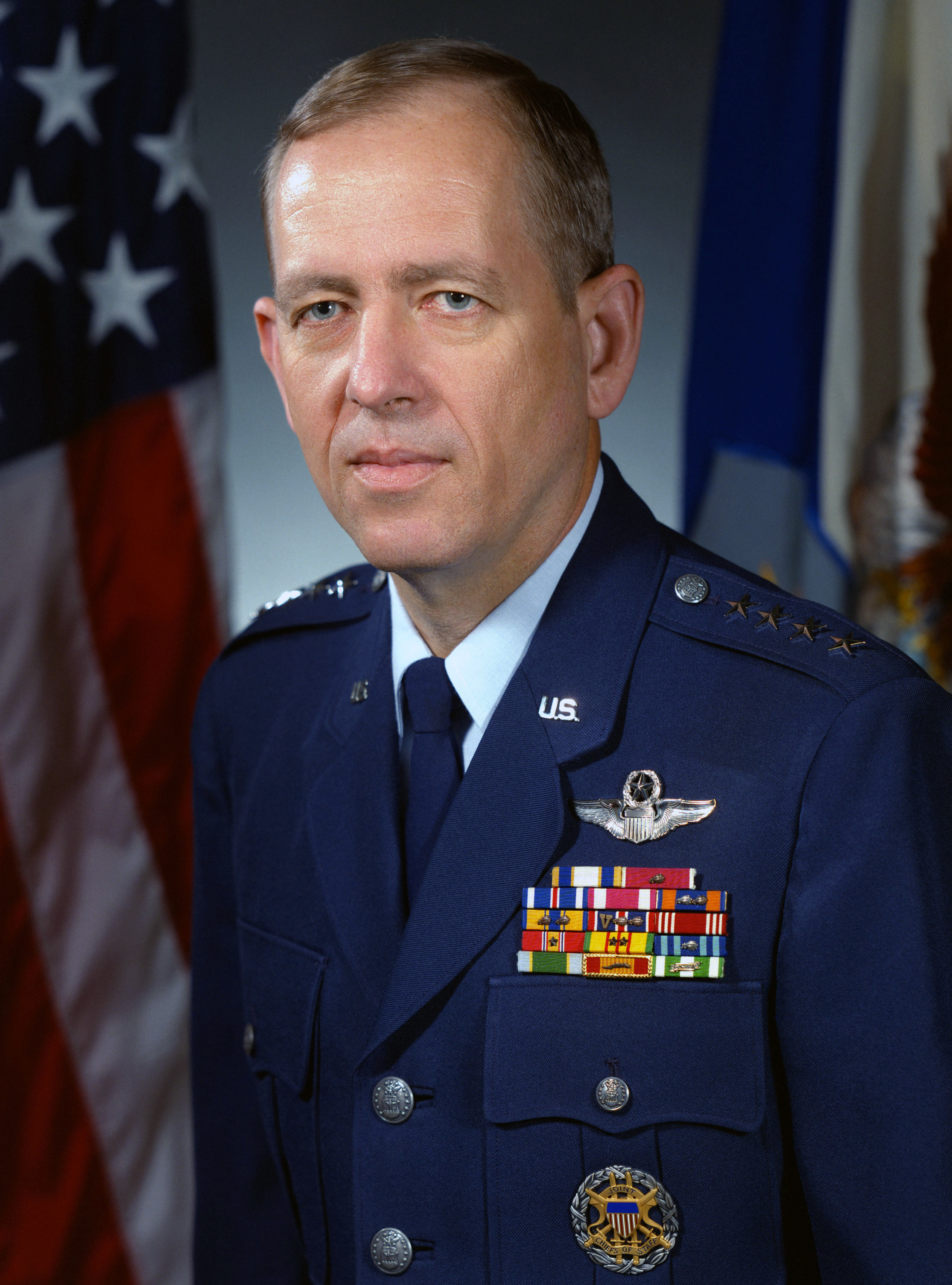
General Larry D. Welch (1984)

Larry D. Welch (* 9. Juni 1934 in Guymon, Oklahoma) ist ein ehemaliger General der US Air Force und war zuletzt Chief of Staff of the Air Force.

## Leben
Nach dem Abschluss der High School von Liberal 1952 studierte er Betriebswirtschaftslehre an der University of Maryland, College Park (UMCP) und beendete dieses Studium mit einem Bachelor of Arts (B.A. Business Administration). Ein späteres Studium im Fach Internationale Beziehungen an der George Washington University schloss er mit einem Master of Science (M.S. International Relations) ab.
Während seiner militärischen Laufbahn bei der US Air Force wurde er 1981 Kommandeur der 9th Air Force und anschließend von 1982 bis 1984 stellvertretender Chef des Stabes der Air Force für Programme und Ressourcen (Deputy Chief of Staff, Programs and Resources). Im Anschluss war er zunächst Vice Chief of Staff of the Air Force, ehe er zwischen 1985 und 1986 als Nachfolger von General Bennie L. Davis Kommandeur des Strategic Air Command (SAC) war.
Zuletzt war General Welch während seiner aktiven Militärdienstzeit vom 1. Juli 1986 bis zum 30. Juli 1990 Chief of Staff of the Air Force und damit der ranghöchste Offizier der US Air Force. Sein eigener Nachfolger als Kommandeur des SAC wurde General John T. Chain, Jr.
Nach seinem Ausscheiden aus dem aktiven Militärdienst war er zwischen 1990 und 2003 Präsident des Institute for Defense Analyses (IDA) und danach von 2002 bis 2006 Mitglied des Vorstands des privaten Militärunternehmens CACI. Seit 2006 ist er wiederum Präsident des IDA. Darüber hinaus ist er Mitglied des Board of Directors des Henry L. Stimson-Center und engagiert sich im Council on Foreign Relations.

## Auszeichnungen
Auswahl der Dekorationen, sortiert in Anlehnung der Order of Precedence of the Military Awards:
- Defense Distinguished Service Medal
- Air Force Distinguished Service Medal
- Legion of Merit
- Distinguished Flying Cross
- Meritorious Service Medal
- Air Medal
- Air Force Commendation Medal

Außerdem wurde ihm der Distinguished Eagle Scout Award der Boy Scouts of America verliehen.